# Gigantochloa compressa
Gigantochloa compressa là một loài thực vật có hoa trong họ Hòa thảo. Loài này được R.Parker mô tả khoa học đầu tiên năm 1928.